# Taxi

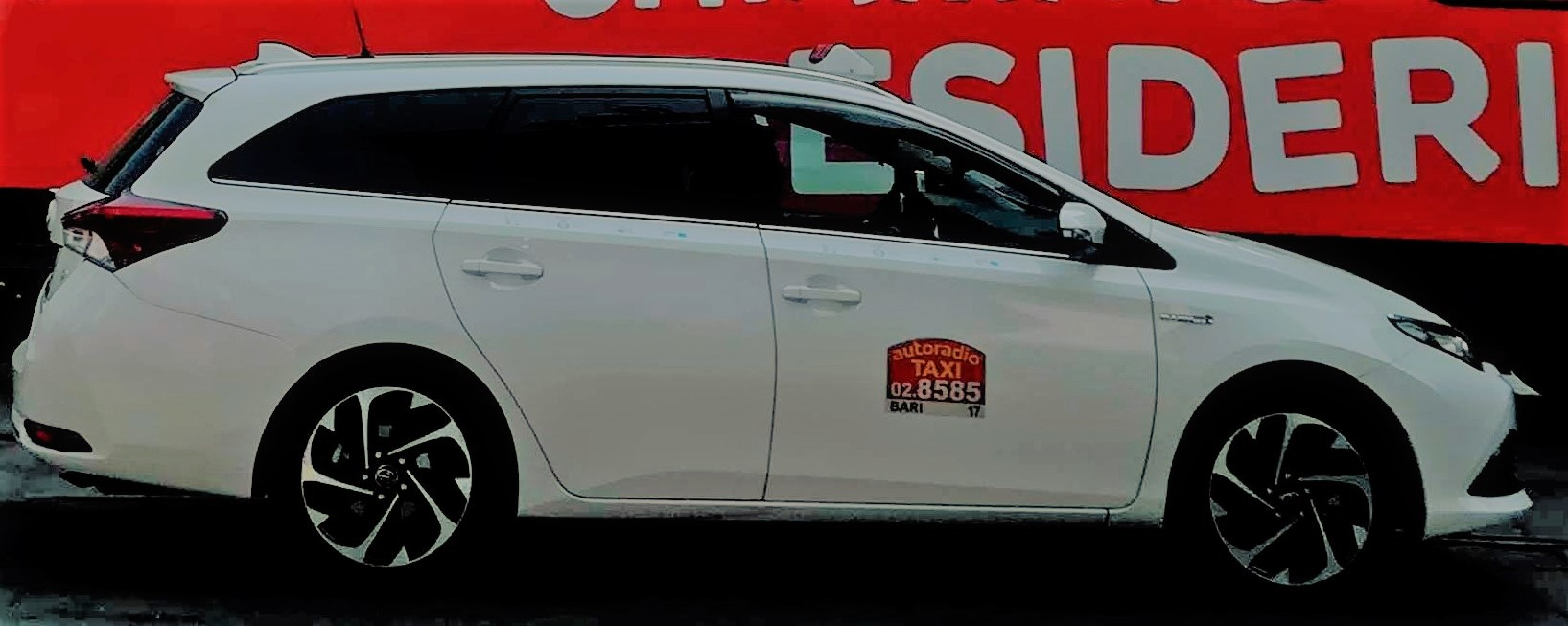
Esempio di taxi moderno ibrido.

Il taxi o tassì, anche noto come autopubblica è un veicolo che effettua un servizio pubblico di trasporto passeggeri su piazza a pagamento, ovvero su stazionamento in apposite aree pubbliche, specificatamente in città munito di tassametro. L'autista del taxi è detto tassista o, più raramente, taxista.
A differenza del trasporto pubblico di linea, dove il percorso e le fermate di salita e discesa sono definite dall'ente locale affidatore del servizio o dal gestore della linea ferroviaria, tramviaria e di autobus, il servizio offerto dal taxi è classificato non di linea, ovvero come «porta a porta». Il tassista in sosta nel posteggio o piazzola, segnalata con apposita segnaletica orizzontale, anche raggiunto telefonicamente, via radio o via app, acquisisce la richiesta dell'utente, lo preleva all'indirizzo concordato e lo trasporta infine alla destinazione richiesta.
Il servizio taxi può essere svolto sia con autovetture che con altri veicoli, quali motocarrozzette, veicoli a trazione animale, risciò condotti a mano o natanti.

## Storia

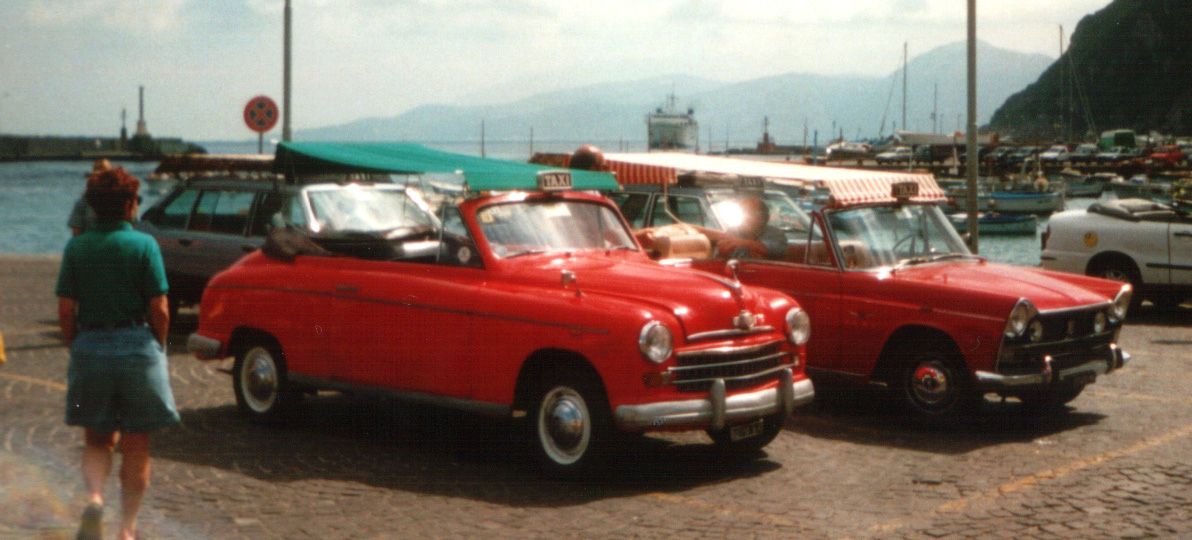
Taxi storici a Capri

Sembra che i primi esempi di questo tipo di servizio si possano far risalire al XIX secolo; precedentemente all'invenzione dell'automobile un servizio similare era quello fornito da carrozze trainate da cavalli e le prime regolamentazioni in proposito risalgono alle città di Parigi e Londra dove per la prima volta venne limitato il numero delle vetture in circolazione. Le vetture utilizzate prendevano in Europa il nome di "Brougham", vocabolo talora trascritto "Broom" e in italiano pronunciato come "Brum", da cui il sostantivo "brumista" utilizzato nella lingua italiana.
L'etimologia del termine "tassì" non è altro che un adattamento del francese taxi, abbreviazione di taximètre («tassametro» e «vettura a tassametro»), che deriva a sua volta dal tedesco Taxameter, comp. irregolare del latino medievale taxa «tassa» e -meter «-metro» (poi più correttamente uniformato all'etimologia greca nel francese taximètre e nell'inglese taximeter, dove la radice taxi- rappresenta il greco τάξις nel sign. di «determinazione di un pagamento dovuto»).
L'idea di utilizzare l'automobile per servizio pubblico nasce comunque in Germania, a Stoccarda, nel 1896 per iniziativa della ditta di trasporti Friedrich Greiner che, il 26 giugno di quell'anno, commissionò una carrozza a motore del tipo Landaulet-Vittoria alla DMG (Daimler Motoren Gesellschaft) di Bad Cannstatt, accessoriata di alloggiamento per il tassametro. L'automobile verrà consegnata nel maggio (dietro pagamento dell'astronomica somma di 5.530 marchi) e autorizzata al servizio dal comando di polizia nel giugno 1897. Mossa da un bicilindrico verticale ciclo Otto con cambio a quattro marce, trasmissione finale a cinghia e dotata di ruote ricoperte da gomma piena, la vettura è in grado di percorrere 70 km al giorno e ha un successo immediato che porterà la Greiner, subito ribattezzata "Daimler Motor Wagen Kutscherei", ad acquistare altre sei automobili dello stesso tipo.

La Fiat 1T Taxi costruita dal 1920 al 1922

Negli anni successivi questa pratica si diffuse in tutte le altre più grandi metropoli e a New York si assistette alla prima compagnia che, dopo aver constatato che si trattava del colore meglio visibile a distanza, decise di dipingere le sue vetture di giallo.
La successiva svolta epocale nel servizio pubblico avvenne alla fine degli anni quaranta con l'utilizzo dei primi impianti radio per comunicare tra le autovetture e la sede delle società, con il risultato di un'ottimizzazione dei percorsi e una riduzione dei tempi d'attesa per la clientela. In effetti, in passato e in parte ancora oggi, i tassisti aspettavano la clientela in appositi parcheggi forniti di telefono fisso. In Italia, il servizio raggiungibile con questo particolare impianto installato viene definito "radiotaxi" ed è generalmente gestito da cooperative di tassisti a cui fa capo un numero telefonico normalmente di facile memoria. Un progetto avviato nel 2007 in collaborazione delle cooperative nella regione Veneto, si prefigge di istituire un numero unico regionale per facilitare ulteriormente il servizio, il progetto pilota per estendere questa opportunità a tutto il territorio nazionale al pari di altri numeri di utilità pubblica successivamente è evoluto implementando anche un numero unico per la richiesta tramite SMS.
In tempi più recenti un aiuto alla categoria dei tassisti arriva dall'utilizzo dei moderni GPS e dei navigatori satellitari che stanno man mano sostituendo quello che era in passato il risultato solo di una continua pratica sul campo; la conoscenza dei percorsi migliori e la recente esplosione di app specifiche per raccogliere prenotazioni e gestire il lavoro del tassista.

## Veicoli impiegati

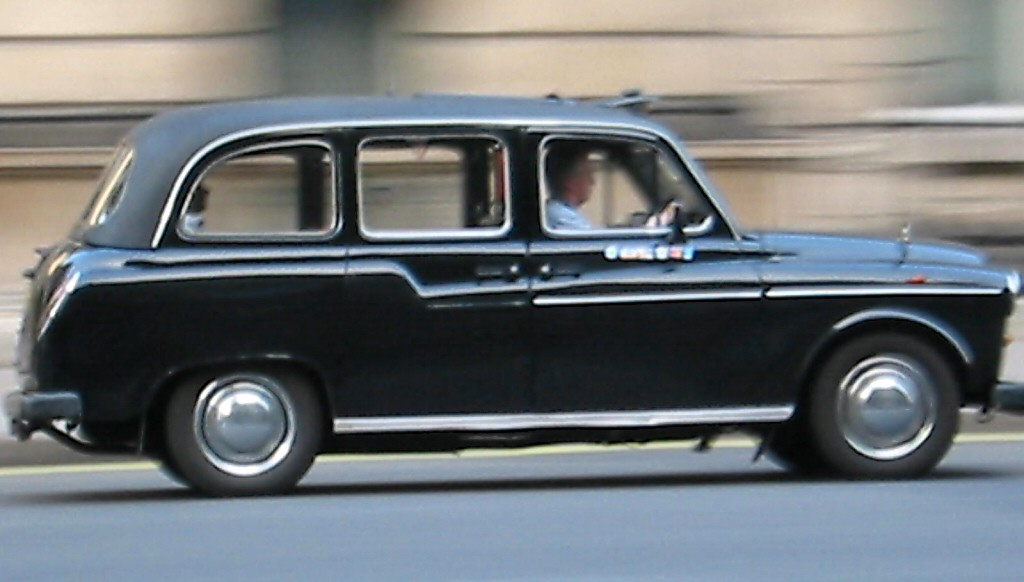
L'Austin FX4, lo storico taxi londinese

Anche se ai giorni nostri normalmente il servizio di taxi viene offerto con l'utilizzo di autovetture normali, naturalmente dando la preferenza alle caratteristiche di robustezza, economicità di gestione e comodità di carico, in passato sono stati messi in commercio degli autoveicoli specificatamente designati a questo scopo.
Famosi e tipici sono ad esempio in Inghilterra quelli costruiti dalla Manganese Bronze Holdings PLC, azienda con sede a Coventry che ha prodotto oltre 100.000 dei London Black Taxi.
In scala minore si può ricordare anche l'esperienza italiana degli anni sessanta in cui venne messo in produzione il modello Multipla della Fiat 600, costruito dal 1956 al 1967, e proposto anche in una versione disegnata specificatamente per i tassisti, con l'abitacolo posteriore fornito di due serie di sedili per ospitare un numero maggiore di passeggeri, con divisorio in vetro ed un vano per i bagagli accanto al guidatore.

### Colori distintivi e identificativi

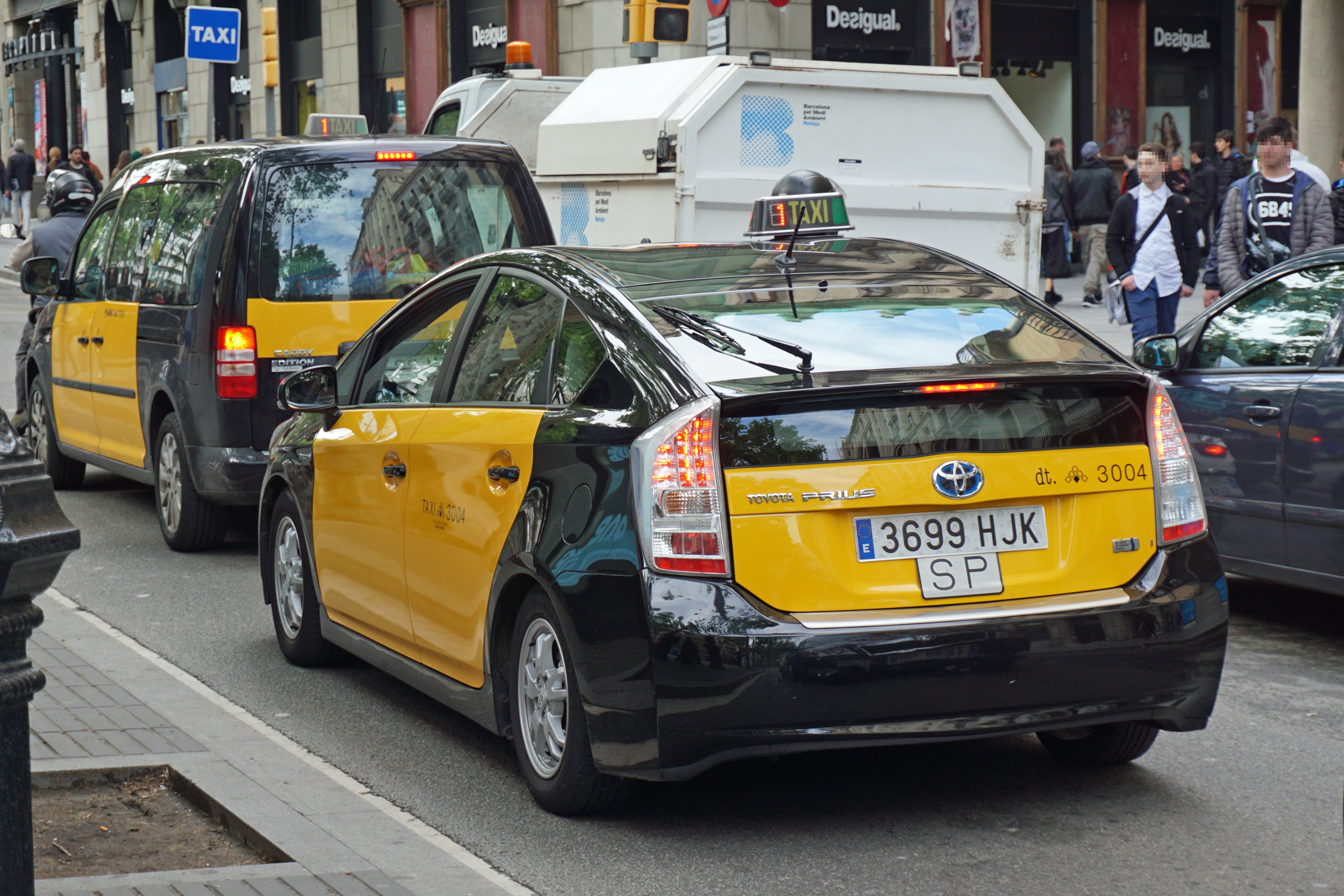
Taxi bicolore a Barcellona

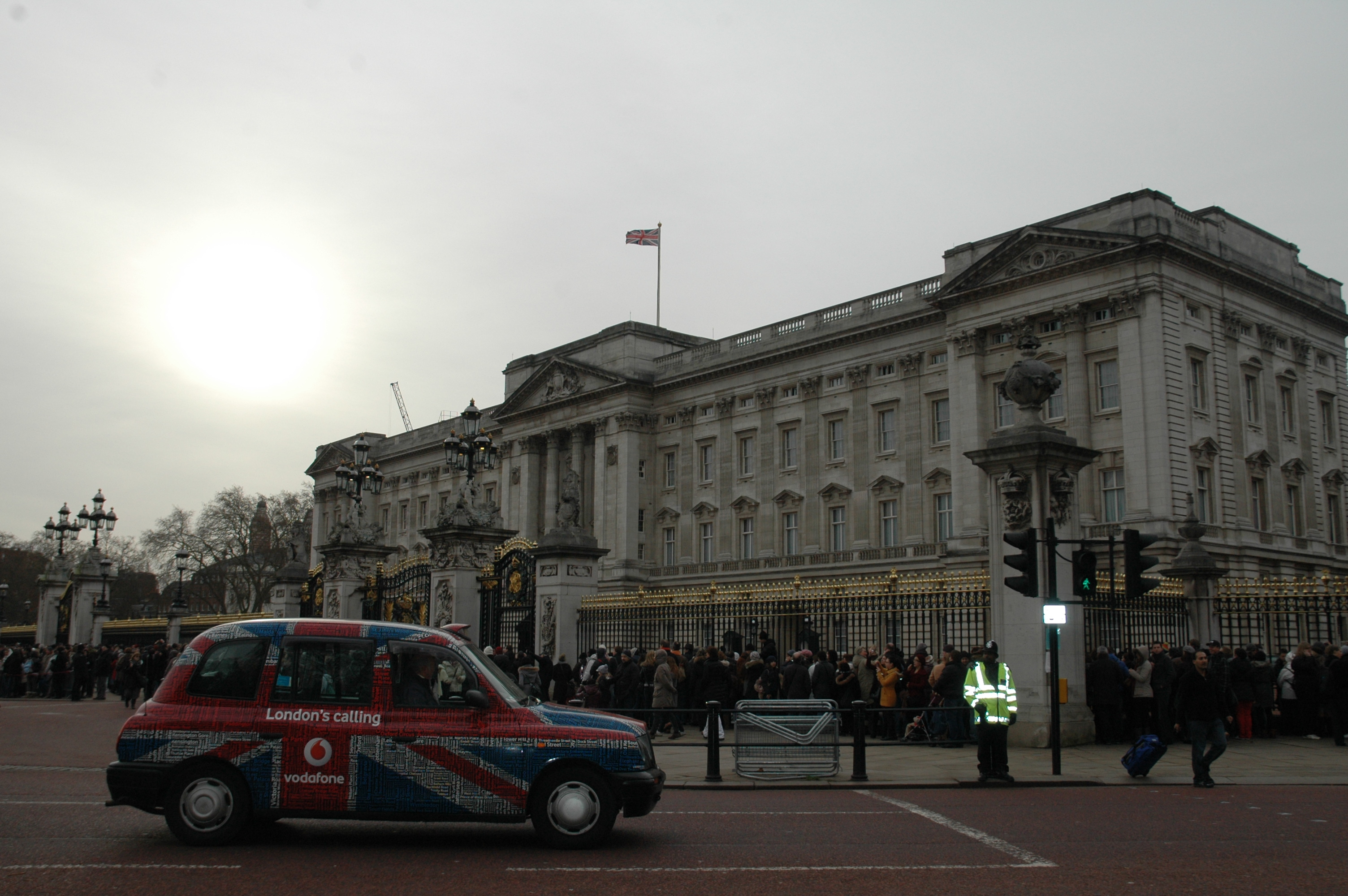
Taxi di Londra con Union Jack davanti a Buckingham Palace

Una delle caratteristiche che il taxi deve avere è quella di essere facilmente riconoscibile dal cliente anche a lunga distanza, pertanto negli anni si è cercato di ottenere questo risultato dotando le autovetture, oltre che dell'indicatore posto sul tetto, anche di un colore specifico.
In Italia il taxi deve avere colorazione esterna bianca, secondo le indicazioni del D.M. 19/11/1992, se immatricolato per la prima volta in data successiva al 31/12/1992; in caso contrario, essendo la norma non retroattiva, i veicoli immatricolati precedentemente a tale data possono continuare ad avere diversa colorazione. Da notare che il regolamento nazionale prescrive solo la colorazione, mentre l'esposizione di tabelle e/o distintivi è regolamentata da direttive e regolamenti locali (es. la tabella dei prezzi sulla parte esterna è obbligatoria solo per le licenze rilasciate dal Comune di Roma). Il regolamento nazionale impone inoltre che ogni taxi esponga sul retro del veicolo il numero della licenza ed il comune che l'ha rilasciata, le sigle che comunemente si vedono sui lati o sui parafanghi identificano l'adesione volontaria del taxi ad una compagnia taxi.
Negli Stati Uniti ad esempio le livree delle auto rispecchiano il nome della compagnia di appartenenza, infatti gli Yellow Cabs sono evidentemente dipinti di giallo mentre i Checker Cabs continuano ad essere dipinti a quadretti bianco-neri o bianco-gialli. Questo aveva il duplice scopo di essere riconosciuti anche come compagnia individuale oltre che come mezzo pubblico.
Altri tentativi di uniformità nel colore avvenivano di città in città: sono ancora oggi usualmente neri a Londra o gialli a New York.
Una situazione particolare è quella di Hong Kong dove le autovetture di servizio pubblico sono di 3 colori diversi, rosso, verde e blu in base alle zone del territorio servite.

### Taxi particolari

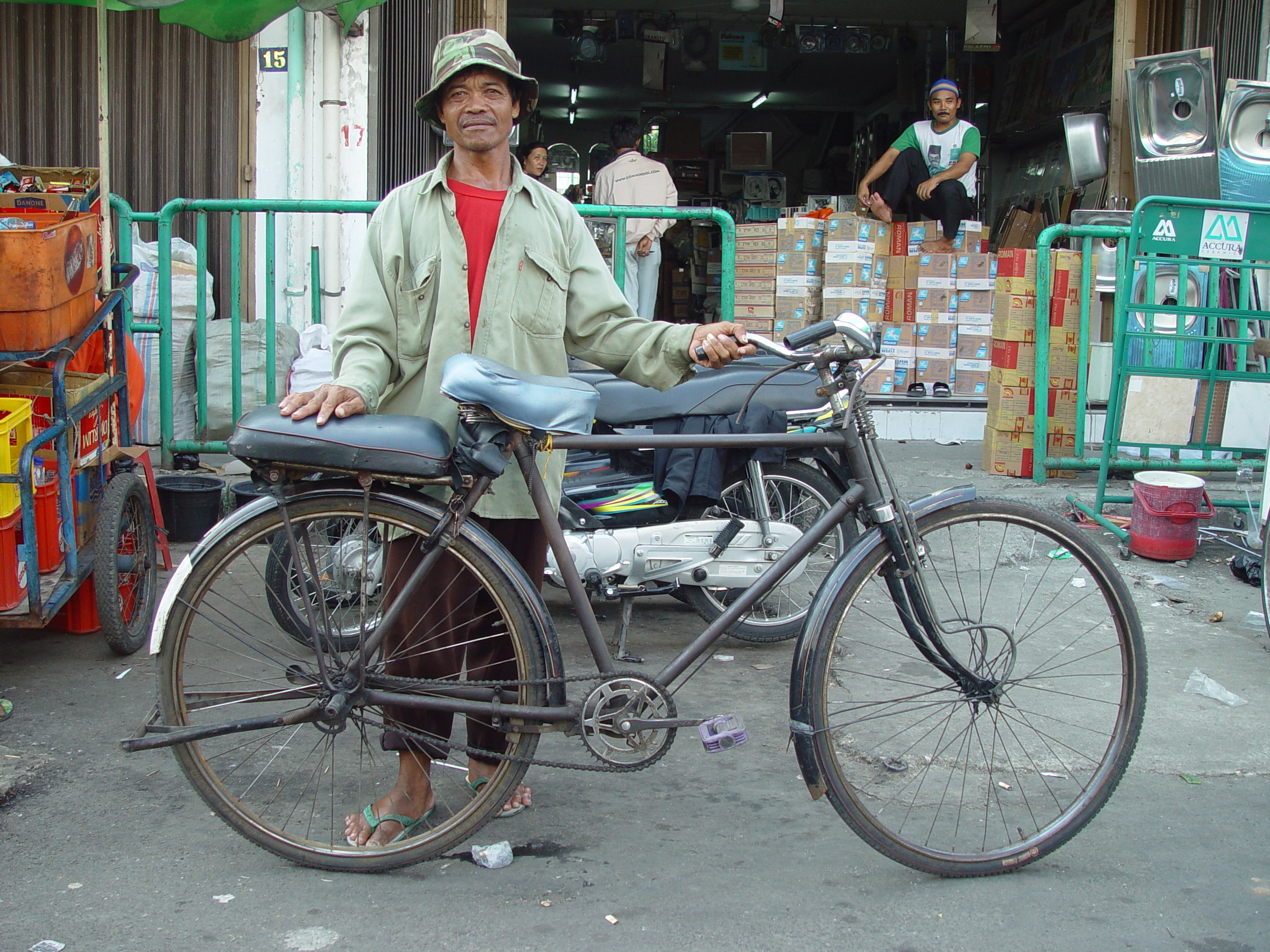
Un taxi indonesiano

Se in molti Paesi il servizio di taxi viene effettuato con autoveicoli, in alcune nazioni dell'Asia è usuale imbattersi in servizi effettuati con veicoli a forza umana, i risciò, oppure vedere dei veicoli trasformati a tale scopo come i thailandesi tuk-tuk.
Esistono anche situazioni particolari dove il taxi classico non ha modo di esistere, ad esempio a Venezia questo servizio viene effettuato con motoscafi.

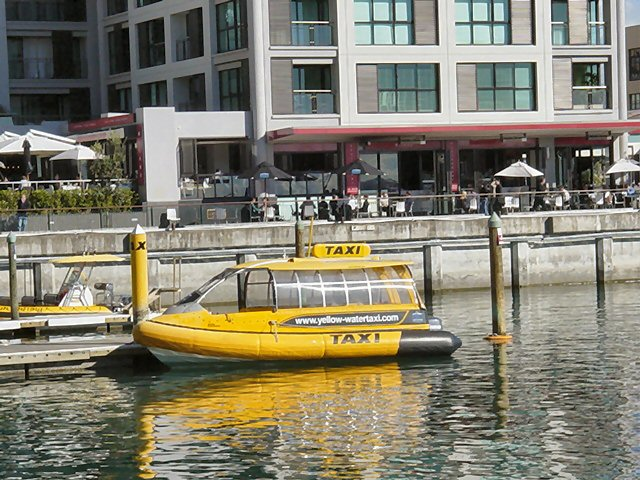
Taxi acquatico neozelandese, ad Auckland

In altre nazioni, soprattutto in caso di trasferimenti di una certa lunghezza, è invece usuale la contrattazione del costo della corsa prima della partenza, in sostituzione dell'uso del tassametro.
In alcune città e regioni di tutto il mondo esistono poi i taxi collettivi

## Corrispettivo e tariffe
Il corrispettivo della corsa in taxi può essere di due tipi, a prezzo fisso su tratte stabilite dell'amministrazione relativa al bacino di utenza o a tassametro secondo il tariffario.

## Percorso del taxi
Nelle aree delle città in cui gran parte delle vie di scorrimento sono perpendicolari, ad esempio New York, Barcellona, Torino e Bari, secondo la geometria del taxi, qualsiasi percorso scelga di effettuare il tassista avrà sempre la stessa lunghezza.

## La contrapposizione tra i taxi ed Uber
Nel contesto italiano, la tensione tra il servizio tradizionale dei taxi e la piattaforma Uber è stata oggetto di numerosi dibattiti e dispute legali. Uber, in Italia, presta servizio esclusivamente attraverso autisti professionali muniti di autorizzazione al noleggio con conducente (NCC). Il quadro legislativo che regola il servizio taxi in Italia è stato concepito oltre due decenni fa, ma continuamente aggiornato integrandolo con varie innovazioni fino alla legge 12/2019 e alla 136/2024 al fine di dare all'utenza un servizio di trasporto, chiamata e prenotazione al passo con i tempi attuali. In un'epoca in cui le innovazioni tecnologiche hanno reso possibile l'emergere di servizi come Uber il servizio taxi non è rimasto indietro con il progresso tecnologico, infatti è ormai dal 2012 che anche i taxi si possano chiamare tramite APP e accettano le più svariate forme di pagamento, anche con tecnologie digitali.
I principali punti di tensione fra taxi, NCC e Uber riguardano la regolamentazione, le tariffe e l'uso della tecnologia. I tassisti sostengono che Uber e piattaforme analoghe operino in una maniera non consona alla attuale legislazione e in concorrenza sleale con il servizio taxi tradizionale. Inoltre, Uber ha la capacità di proporre tariffe più o meno competitive, rispetto ai taxi tradizionali, a seconda della quantità di richiesta del momento generando variazioni del prezzo, anche al rialzo, per identiche tratte. Dal punto di vista tecnologico, Uber si avvale di una piattaforma digitale che consente agli utenti di richiedere e pagare un servizio di trasporto tramite smartphone, cosi come la quasi totalità dei taxi, i quali possono inoltre essere dotati di collegamento con centrali radio (radiotaxi) verso le quali gli utenti possono rivolgersi anche telefonicamente  ed ottenere conversazione con gli addetti per richieste particolari quali numero posti, quantità bagagli etc. etc..
Nonostante queste tensioni, nel maggio 2022 è stato raggiunto un accordo storico tra IT Taxi e Uber che ha portato a una parziale collaborazione tra i due settori. A seguito di questo accordo, alcune vetture taxi possono essere prenotate tramite la piattaforma Uber, contribuendo secondo IT Taxi a porre fine all'antagonismo precedentemente esistente tra i due servizi.

## Roaming taxi e nascita dell'Italian Taxi Network
Nel 2025 parte ITN – Italian Taxi Network, un'iniziativa promossa da diverse piattaforme tecnologiche del settore taxi con l’obiettivo di favorire l’interoperabilità tra le applicazioni per la chiamata dei taxi. Il progetto introduce il concetto di Roaming Taxi, consentendo ai clienti di un’app di accedere al servizio taxi anche nelle città coperte da altre app aderenti alla rete, senza necessità di installare ulteriori applicazioni. ITN rappresenta un passo significativo verso l'integrazione nazionale dei sistemi digitali di prenotazione taxi, promuovendo una mobilità più fluida, interconnessa e orientata all’utente.